# Menhir de la Lèque
Le menhir de la Lèque (dit « de la Pierre Plantée » ou « Peyrefiche ») est un menhir situé à proximité du hameau de La Lèque, sur la commune de Lussan, dans le département du Gard. 

## Historique
Le menhir de la Lèque est probablement le monument mégalithique le plus connu du Gard et il a été décrit à de nombreuses reprises à la fin du XIXe siècle et au début du XXe siècle. Il fait l’objet d’un classement au titre des monuments historiques par arrêté du 12 décembre 1910.

## Description
Le menhir a été dressé sur un point culminant à environ 300 m d'altitude dominant le ravin de Merderis. Le bloc de calcaire est d'origine locale et a probablement été extrait d'une carrière encore visible distante d'une centaine de mètres. Il mesure 5,50 m de hauteur pour une largeur et une épaisseur maximales de respectivement 1,60 m et 0,60 m. Sa circonférence à la base atteint 5 m. Les faces sont orientées est/ouest, elles ont été entièrement martelées. Le menhir est de forme régulière, fusiforme, il s’amincit progressivement de la base vers le sommet. Cette mise en forme est exceptionnelle pour les menhirs du département qui sont généralement des blocs bruts très légèrement dégrossis. La face est comporte à mi-hauteur une large plage circulaire, visible uniquement en lumière rasante, qui a été piquetée de manière plus accentuée.
Il comporte à la base deux échancrures correspondant à une tentative de débitage et quelques inscriptions modernes.